# Goezia annulata
Goezia annulata är en rundmaskart. Goezia annulata ingår i släktet Goezia och familjen Anisakidae. Inga underarter finns listade i Catalogue of Life.